# چای‌قیراق
چای‌قیراق (به ترکی آذربایجانی: Çayqıraq) یک منطقه مسکونی در جمهوری آذربایجان است که در شهرستان ماساللی واقع شده‌است. چای‌قیراق ۱۳۵۲ نفر جمعیت دارد.

## دین
در این روستا یک هیئت مذهبی وجود دارد.